# 僕はここにいる (山崎まさよしの曲)
『僕はここにいる』（ぼくはここにいる）は、山崎まさよし通算8枚目のシングル。1998年11月11日発売。発売元はポリドール・レコード。

## 解説
- 山崎自身が初主演した日本テレビ系ドラマ『奇跡の人』（1998年10月12日 - 12月14日）の主題歌。山崎のシングルで最大の売上を記録した。
- 3枚目のアルバム『ドミノ』（1998年12月23日）には、アルバム・ミックスで収録された。その他、多数のライブ音源が存在する（#楽曲の収録作品参照）。なお、8センチと12センチの2タイプが発売された9枚目のシングル『Passage』（1999年10月14日）では、12センチ盤にのみライブ音源が収録されている。2005年9月21日リリースのB Side&レアトラック集『OUT OF THE BLUE』にも収録されなかったため、現在は生産されていない。
- カップリング曲の「お家へ帰ろう」は、シチューのコマーシャルソング。そのまま「シチューを食べよう」という歌詞が登場する。「僕はここにいる」以上に個性が感じられる歌い方であるため、モノマネをされることも多かった。宇多田ヒカルは、TBS系音楽番組『うたばん』に出演した際、山崎本人の前でこの曲を歌い、モノマネを披露した。
- CDジャケット写真は、ファンクラブ会員が選ぶ「好きなジャケット写真〜シングル部門」の3位を獲得した（会報第127号）。
- 2000年5月31日にマキシサイズのシングルとして再発売された。歌詞カードでは、「お家へ帰ろう」が「おうちへ帰ろう」とミスプリントされている。
- 2008年3月に伴都美子がカバーした。伴のカバー・アルバム『VOICE 2〜cover lovers rock〜』収録されている。

## 収録曲
1. 僕はここにいる　（4:20）
  - NTV系ドラマ『奇跡の人』主題歌
2. mud skiffle track V　（1:11）
3. お家へ帰ろう　（2:51）
  - ハウス食品「ハウスシチュー」コマーシャルソング
4. 僕はここにいる（Backing Track）

- 作詞・作曲: 山崎将義
- 編曲: 山崎将義・中村キタロー
- ストリングス・アレンジ: 中村キタロー、森英治 #1

## 楽曲の収録作品
- 僕はここにいる（Single Version）
  - BLUE PERIOD
- 僕はここにいる（Album Mix）
  - ドミノ
- 僕はここにいる（Live Version #1）
  - Passage - 12センチ盤にのみ収録
- 僕はここにいる（Live Version #2）
  - ONE KNIGHT STANDS
- 僕はここにいる（Live Version #3）
  - Transit Time
- 僕はここにいる（Live Version #4）
  - WITH STRINGS
- mud skiffle track V
  - OUT OF THE BLUE
- お家へ帰ろう（Single Version）
  - OUT OF THE BLUE
- お家へ帰ろう（Live Version）
  - ONE KNIGHT STANDS - 初回限定盤Disc 3に収録